# Björn-Olof Köllner
Lars Björn-Olof Köllner, född 11 september 1942 i Visby, är en svensk arkitekt, målare och grafiker. 
Köllner studerade vid Tekniska skolan i Katrineholm och vid Gerlesborgsskolan i Stockholm. Bland hans mer udda arbeten var utsmyckningen och uppförandet av f.d. statsminister Göran Perssons privatbostad. Bland hans offentliga arbeten märks ett porträtt av Erling Norrby för Vetenskapsakademin och en dopfunt till Klöveskogs kyrka i Dalsland samt ett antal fastigheter. Hans konst består av motiv från naturen med anknytning till hav och vatten. Köllner är representerad vid Sörmlands läns landsting, Katrineholms kommun och på Våra Gårdar.
Köllner var svärson till prästen Fader Lars Ekrelius i Östra Vingåker. Ekrelius ritade under sin tid som präst i Stigtomta den runda ljusbärare som är vanliga i många svenska kyrkor. (Källa: Nils-Arvid Bringéus: "Den kyrkliga seden").